# كأس أوروبا الوسطى 1929
كأس أوروبا الوسطى 1929 هو موسم من كأس أوروبا الوسطى. شارك فيه  8 فريقاً، وفاز فيه نادي أويبست.